# Section.80
Section.80 è l'album in studio di debutto del rapper statunitense Kendrick Lamar, pubblicato il 2 luglio 2011 attraverso l'etichetta discografica Top Dawg Entertainment.
Accolto positivamente dalla critica, debutta nella Billboard 200 e il 14 aprile 2017 è certificato disco d'oro dalla RIAA. Su Metacritic ottiene un punteggio pari a 80/100, basato su 11 recensioni.

## Tracce
1. Fuck Your Ethnicity – 3:44 (testo: Kendrick Duckworth, Axel Morgan – musica: THC)
2. Hol' Up – 2:53 (testo: Duckworth, Mark Spears – musica: Sounwave)
3. A.D.H.D – 3:35 (testo: Duckworth, Matthew Martin, Spears – musica: Sounwave)
4. No Make-Up (Her Vice) (feat. Colin Munroe) – 3:55 (testo: Duckworth, Spears, Colin Munroe – musica: Sounwave)
5. Tammy's Song (Her Evils) – 2:41 (testo: Duckworth, Ricci Riera, Morgan – musica: THC)
6. Chapter Six – 2:41 (testo: Duckworth, Fredrik Halldin – musica: Tommy Black)
7. Ronald Reagan Era (His Evils) – 3:36 (testo: Duckworth, Donte Perkins – musica: Tae Beast)
8. Poe Mans Dreams (His Vice) (feat. GLC) – 4:21 (testo: Duckworth, Greg Lawtie-Campbell, William Brown – musica: Willie B)
9. The Spiteful Chant (feat. Schoolboy Q) – 5:20 (testo: Duckworth, Spears – musica: Sounwave, Dave Free)
10. Chapter Ten – 1:15 (testo: Duckworth, Riera, Morgan – musica: THC, Iman Omari)
11. Keisha's Song (Her Pain) (feat. Ashtrobot) – 3:47 (testo: Duckworth, Perkins – musica: Tae Beast)
12. Rigamortis – 2:48 (testo: Duckworth, Eric Reed – musica: Willie B, Sounwave)
13. Kush & Corinthians (His Pain) (feat. BJ the Chicago Kid) – 5:04 (testo: Duckworth, Wyatt Coleman – musica: Wyldfyer)
14. Blow My High (Members Only) – 3:35 (testo: Duckworth, Melissa Elliott, Timothy Mosley – musica: Tommy Black)
15. Ab-Soul's Outro (feat. Ab-Soul) – 5:50 (testo: Duckworth, Terrace Martin – musica: Martin)
16. HiiiPoWeR – 4:39 (testo: Duckworth, Jermaine Cole – musica: J. Cole)

## Successo commerciale
| Recensione           | Giudizio |
| -------------------- | -------- |
| AllMusic             | [ 2 ]    |
| Robert Christgau     | B+       |
| Entertainment Weekly | B        |
| HipHopDX             | [ 11 ]   |
| Pitchfork            | 8/10     |
| PopMatters           | 8/10     |
| RapReviews           | 8/10     |
| XXL                  | [ 15 ]   |

Section.80 ha venduto cinque mila copie nel mercato degli Stati Uniti d'America in meno di una settimana, basandosi sui download digitali e debuttando al numero 113 della Billboard 200, con una minima copertura mediatica e promozione commerciale. Nel giro di un paio di settimane, vende un totale di 9 000 copie negli USA. Al febbraio del 2014, ha venduto 130 000  copie in patria  e il 14 aprile del 2017 è certificato disco d'oro dalla RIAA per il mezzo milione di unità vendute negli Stati Uniti.

## Classifiche
| Classifica (2017)         | Posizione massima |
| ------------------------- | ----------------- |
| Stati Uniti               | 113               |
| US Digital Albums         | 21                |
| US Heatseekers Albums     | 1                 |
| US Independent Albums     | 19                |
| US Rap Albums             | 13                |
| US Top R&B/Hip-Hop Albums | 21                |